# 磁層頂
磁顶，又称磁层顶。主要指地球磁场与太阳风作用形成的磁层的边界层。当然也可指一切磁化行星与恒星风作用形成磁层的边界。磁层顶外侧一直到弓形震波处被称磁层鞘。磁层顶内侧是磁层的边界层。

## 學術研究歷史及未來研究方向
Chapman和Ferraro（1931，1932）首先提出地球磁场边界层的存在。1960年代，探索者10号和12号首先探测了这一区域。

## 形成
磁层顶的形成地点大约在太阳风动压与地球磁压强相同处。(壓力=動壓+磁壓+熱壓)距离地球大约8－11个地球半径。

## 外部連結
磁層頂（英文）